# 利通区
利通區是中華人民共和國寧夏回族自治區吳忠市下轄的一個市辖区。該區面積共1112平方公里，區人民政府駐勝利鎮。

## 簡介
倚靠黃河流域的吳忠市利通區本就是著名農產區，其生產以水稻最為盛名1998年起寧夏水利廳與河海大學合作，於該區水稻節水高產控制灌溉技術應用研究。另外，該區的邮政编码為751100。

## 人口
根據第七次人口普查數據，截至2020年11月1日零時，利通區常住人口為460790人。

## 行政区划
利通区下辖8个镇、4个乡：
金积镇、金银滩镇、高闸镇、扁担沟镇、上桥镇、古城镇、金星镇、胜利镇、东塔寺乡、板桥乡、马莲渠乡、郭家桥乡和孙家滩农业综合开发区。